# Gymnocheta ruficornis
Gymnocheta ruficornis là một loài ruồi trong họ Tachinidae.